# Zbigniew Kośla
Zbigniew Kośla (ur. 24 maja 1947 w Łęknicy, zm. 29 stycznia 2006 w Kielcach) – polski polityk, przedsiębiorca, z zawodu ekonomista, poseł na Sejm I kadencji.

## Życiorys
W 1978 ukończył studia na Wydziale Organizacji i Zarządzania Uniwersytetu Warszawskiego. Początkowo pracował jako masarz i kierownik działu w zakładach mięsnych w Radomiu. Następnie był właścicielem Zakładu Produkcji Wędliniarskiej, Garmażeryjnej i Chrupek „Ekstruzja”. jednego z największych w Polsce zakładów mięsnych i ubojni zwierząt w Ostrowcu Świętokrzyskim. Wraz z innymi przedsiębiorcami z branży mięsnej zainicjował reaktywację Stowarzyszenia Rzeźników i Wędliniarzy RP. Pełnił także funkcję wiceprzewodniczącego kieleckiej Rady Izby Rzemieślniczej. W 1990 i 1991 znalazł się na liście 100 najbogatszych Polaków tygodnika „Wprost”. Za pierwszym razem na 39., a za drugim na 63. miejscu.
W wyborach w 1989 z ramienia Stronnictwa Demokratycznego ubiegał się o mandat posła w okręgu Kielce, jednak przegrał z Kazimierzem Mieczysławem Ujazdowskim. W 1990 został radnym i członkiem zarządu miasta Ostrowca Świętokrzyskiego.
W latach 1991–1993 z listy Kongresu Liberalno-Demokratycznego sprawował mandat posła na Sejm I kadencji z okręgu kieleckiego. Był wiceprzewodniczącym Komisji Rolnictwa i Gospodarki Żywnościowej. W wyborach w 1993 bezskutecznie ubiegał się o reelekcję z ramienia BBWR. W 1997 znalazł się na listach utworzonego przez Leszka Moczulskiego komitetu wyborczego „Porozumienie Prawicy Polskiej”, który wycofał się z wyborów.
W 2001 przystąpił do Samoobrony RP, gdzie objął funkcję przewodniczącego struktur w powiecie tarnobrzeskim. Z jej list kandydował w wyborach parlamentarnych w tym samym roku do Sejmu z okręgu nowosądeckiego (otrzymał 2525 głosów), a w latach 2002–2006 zasiadał w Sejmiku Województwa Podkarpackiego. Pełnił funkcję jego wiceprzewodniczącego. Był też członkiem rady nadzorczej Wojewódzkiego Funduszu Ochrony Środowiska. W 2002 także (bez powodzenia) kandydował z ramienia Samoobrony RP na urząd prezydenta Tarnobrzega. Uzyskał 7,91% głosów, zajmując ostatnie miejsce spośród czterech kandydatów.
W wyborach parlamentarnych w 2005 bez powodzenia kandydował do Senatu z własnego komitetu. Zajął 17. miejsce spośród 20 kandydatów.
Pochowany na cmentarzu komunalnym w Ostrowcu Świętokrzyskim.

## Postępowania sądowe
Był sześciokrotnie skazywany prawomocnymi wyrokami sądów za: usiłowanie zgwałcenia małoletniej, zanieczyszczanie środowiska odpadami z ubojni, zniesławienie prokuratora, niepłacenie zaliczek na poczet podatku dochodowego, uszczuplenie podatkowe, wywieranie wpływu na treść czynności w śledztwie i sprzedaż majątku objętego egzekucją komorniczą. Trzykrotnie sądy wymierzały mu karę grzywny, a trzykrotnie karę pozbawienia wolności.